# Panzer Dragoon II Zwei
Panzer Dragoon II Zwei (titre japonais : パンツァードラグーン ツヴァイ, « Pantsâ Doragûn Tsuvai ») est un shoot 'em up en 3D, second opus de la série Panzer Dragoon, sorti sur Saturn en 1996 en Europe et aux États-Unis (et plus précisément le 22 mars 1996 au Japon). Il a été développé par Team Andromeda et édité par Sega.
Arrivé un an après le premier épisode, il fait partie de la génération de jeux qui exploitent au mieux les capacités de la console, après les tâtonnements du début. Aux côtés de Virtua Fighter 2 et de Sega Rally Championship, Panzer Dragoon Zwei représente selon certains joueurs l'âge d'or de la console.

## Histoire
Le jeu se déroule environ 20 ans avant le premier opus. Dans le petit village d'Elpis, Lundi Jean Jacques est un jeune garçon de 14 ans, qui vit au milieu d'un clan d'éleveurs de Coolias (les Coolias sont des animaux ressemblant à de gros chevaux, utilisés comme moyen de transport). Un jour, il découvre un bébé Coolia dont la gorge abrite une vive lueur verte, et qui a une paire d'ailes. C'est un Coolia mutant, et les règles du village ordonnent de tuer tout mutant, car il pourrait apporter le malheur. Mais Lundi cache le bébé Coolia dans sa hutte, sans le dire à personne, car il a reconnu en ce mutant Coolia les caractéristiques d'un Dragon naissant, et le prénomme Lagi. Pendant presque une année, Lundi assiste au développement très rapide de Lagi, qui a déjà atteint la taille d'un Coolia adulte, et qui a développé des ailes qui pourraient peut-être lui permettre de voler...
Parallèlement, Shelcoof, un gigantesque vaisseau volant, est découvert par les forces impériales, flottant haut dans le ciel, quelque part entre le territoire Mecchania et le village d'Elpis. Immédiatement, les troupes impériales tentent d'intercepter le vaisseau, de toute évidence une relique de l'Ancien Âge. Alors que les troupes se rapprochaient, Shelcoof change brusquement de trajectoire, et se dirige vers le village d'Elpis à toute vitesse...
Dans les collines près du village, Lundi tente de faire voler Lagi. Il y arrive pendant quelques secondes. C'est à ce moment-là que Shelcoof surgit dans le ciel, et anéanti Elpis avec un seul tir d'une arme surpuissante. Après l'explosion, Lagi tire soudain des rayons laser de sa bouche, les dirigeant contre Shelcoof, trop haut dans le ciel pour être atteint. Lundi se rend compte que Lagi est bel et bien devenu un Dragon, détenteur du feu sacré.
Lundi vient d'assister à la destruction de son village, et fou de rage, décide de traquer Shelcoof, par delà les terres et les airs, monté sur le dos de Lagi qui semble lui aussi avoir ses comptes à régler avec le vaisseau volant. Lundi, dans sa traque, sera également confronté aux forces impériales, qui veulent non seulement intercepter Shelcoof, la Tour volante (cf Panzer Dragoon) mais qui s'intéressent aussi beaucoup au Dragon.
C'est ce qui est raconté au joueur lors de la cinématique d'introduction.

## Technique, évolution etgameplay
Un an après le premier opus, l'aspect graphique à beaucoup évolué. La 3D est bien mieux exploitée[réf. nécessaire], les polygones beaucoup plus lisses. L'environnement est plus détaillé, et les effets de couleurs plus vifs. La vitesse de défilement a également progressé.
Le gameplay n'a pas changé depuis le dernier épisode. Le joueur incarne toujours un chevaucheur de Dragon, qui doit abattre les ennemis soit avec son arme à feu, soit en lockant les adversaires et en leur envoyant les laser du Dragon. Plusieurs nouveauté toutefois : 
- En plus de la barre de vie (la plus longue, tout en bas de l'écran) il y a une nouvelle barre, qui se charge au fur et à mesure que le joueur abat les ennemis. Une fois cette barre chargée, elle permet au joueur, en appuyant sur une touche particulière, de déclencher une attaque fulgurante, dénommée Berserk : une multitude de rayons lasers sortent de la bouche du Dragon, et vont atteindre tous les ennemis à l'écran. L'attaque est visuellement impressionnante car accompagnée de grands effets de lumière. Si la barre est chargée au maximum, la Berserk durera plusieurs dizaines de secondes, et ne s'arrêtera que lorsque la barre sera vide. Le joueur devra ainsi recommencer à accumuler de l'énergie, il lui faudra donc apprendre à savoir quel est le bon moment pour lancer l'attaque.
- Le joueur peut choisir quel chemin il emprunte : en effet, dans tous les niveaux, à un certain endroit, on propose au joueur de choisir de quel côté il veut aller (tout cela dans le feu de l'action). Le parcours de base étant plus facile, le parcours alternatif augmente la difficulté (sans parler du fait qu'il est difficile de manœuvrer pour choisir ce parcours, tout en tirant sur les ennemis. Pour choisir un parcours, il suffit de diriger le Dragon sur la gauche ou la droite -ou dans certains cas, en haut ou en bas-). Les parcours alternatifs rapportent également des Route points en fin de niveau.
- Le Dragon est évolutif. En effet, au début du jeu, le Dragon est assez jeune, peu résistant, et ses barres de vie et de Berserk assez petite. À peu près à chaque fin de niveau, le Dragon évoluera, et en acquérant un nouvel aspect physique, il gagnera en endurance (barre de vie) et en Berserk. Mais ces évolutions se font en fonction du nombre d'ennemis abattus, et des Route points gagnés par niveau : autrement dit, si le joueur veut finir le jeu en ayant la plus puissante forme du dragon, il lui faudra abattre 100 % des ennemis, et emprunter systématiquement les parcours alternatifs.
- En bonus, après avoir fini le jeu une première fois, le joueur débloque la Pandora Box (jeu de mots entre la Boîte de Pandore -Pandora's Box en anglais-  et les initiales du titre du jeu en japonais -Pantsâ Doragûn-. Dans la traduction occidentale, pour ne pas perdre le jeu de mots avec le titre, cette option a été renommée PanDra's Box). C'est un nouveau menu d'option, qui permet de paramétrer différents aspects du jeu (l'apparence du Dragon, son niveau de barre de vie, de Berserk, choisir le niveau à partir duquel jouer, etc). Mais toutes les options de la Pandora Box devront être débloquées au fil des différentes parties (dépendant, là encore, du nombre d'ennemis abattus et des Route Point, avec 100 % de réussite pour débloquer l'intégralité de la Pandora Box).

La principale différence avec le jeu précédent, c'est la musique. Dans le premier jeu, elle était plutôt symphonique (cf. la musique du premier niveau), mais dans Panzer Dragoon Zwei elle devient plus tribale, et c'est un style qui restera pour les jeux suivants.

### Lesniveaux
Tout comme dans le précédent jeu, il y a six niveaux, chacun pourvu d'un boss, et finalement un dernier niveau consacré au boss final, le Dragon Guardien de Shelcoof.
- Le 1er niveau se déroule dans les ruines du village d'Elpis. Lagi marche encore sur ses deux pattes et tente d'atteindre Shelcoof, mais le Dragon Guardien lui bloque le passage et l'envoie au tapis.
- Le 2e niveau se passe dans un canyon. Lagi, toujours à pied, doit faire face à plusieurs petits avions impériaux. Le parcours de base consiste en l'attaque d'un poste avancé impérial, au sol, en bas d'un grand gouffre, tandis que le parcours alternatif emmènera le joueur en plein milieu d'une bataille aérienne livrée contre des vaisseaux impériaux. Le boss est un gros vaisseau de transport impérial.
- Le 3e niveau est une grande forêt, au bout de laquelle attend un énorme monstre, Hanuman.
- Le 4e niveau se déroule dans une grotte au fin fond de la forêt du niveau 3, abritant un laboratoire de l'Ancien Âge, partiellement submergé. Le boss est ici Randodoula, un autre monstre ayant une forme assez proche de celle d'un énorme poisson.
- Le 5e niveau se passe au-dessus un gigantesque lac enneigé, appelé Georgius. Shelcoof est au loin dans le ciel, mais à portée. Il envoie au Dragon toute une armada de monstres, le boss étant un autre monstre, lourdement armé, envoyé par le vaisseau volant.
- Le 6e et dernier niveau régulier, c'est Shelcoof. Lundi et Lagi ont enfin atteint leur but, ils survolent le pont de Shelcoof, qui lance sur eux ses milliers d'appareils et de monstres. À un moment, Lundi et Lagi pénètrent à l'intérieur du vaisseau, et en ressortent sur son flanc gauche, et ils détruisent les trois gigantesques rames qui permettent au vaisseau de voler. Le boss est ici le Dragon Guardien (cf premier niveau) en gestation dans un cocon sous le vaisseau.
- Dernier niveau : le Dragon Guardien a atteint le dernier stade de son évolution, et le joueur doit livrer un long et épuisant combat pour en finir définitivement.
- La fin: le Dragon Guardien est abattu. Soudain, Lagi se sépare de Lundi en l'enveloppant dans une sphère d'énergie, comme avait fait le Dragon avec Kyle, dans le premier jeu. Lagi part seul à l'intérieur de Shelcoof, et le détruit. Le vaisseau s'écrase sur une petite plage, à Georgius. Lundi, à terre, décide d'aller explorer l'épave du vaisseau à la recherche de son ami, Lagi. Mais tout ce qu'il trouve, c'est une sculpture de Lagi, encastrée dans un des murs du vaisseau. Apparemment, Lagi a épuisé tout son pouvoir pour détruire Shelcoof et son propre corps en a souffert. Mais l'âme de Lagi semble toujours vivre à l'intérieur de cette sculpture...

## Équipe de développement
- Réalisateur : Tomohiro Kondo
- Concept original/Mise en scène : Yukio Futatsugi, Manabu Kusunoki
- Directeur artistique : Yoshida Kentaro
- Programmeur système : Hidetoshi "Wiz" Takeshita
- Planificateur principal : Katsuhiko Yamada
- Mise en scène environnements/ennemis : Katsuhiko Yamada, Yoshiyuki Okitsu
- Mise en scène des Boss : Yoshiyuki Okitsu, Masayoshi Kikuchi
- Programmeur principal : Jun'ichi Sutō
- Programmeurs : Hitoshi Nakanishi, Shin Futakawame, Eiji Horita, Asaya Yamazaki, Hiroshi Yamazaki, Yūji Yasuhara, Tatsuo Yamajiri, Tōru Mita
- Directeur technique : Yutaka Kamimura
- Concepteur principal : Yoshida Kentaro
- Production des modèles des personnages : Yoshida Kentaro, Takashi Iwade, Ryūta Ueda
- Production des arrière-plan : Misaka Kitamura, Takeshiko Miura, 2yoshi 2nol
- Effets visuels : Jun Matsuo
- Production des images de synthèse : Manabu Kusunoki, Yoshida Kentaro, Kazuyuki Iwasawa, Katsumi Yokota
- Concepteur du logo titre : Takashi Iwade
- Illustration des images de synthèse de fin : Katsumi Yokota
- Effets sonores/Directeur du son : Tomonori Sawada
- Musique : Yayoi Wachi, Junko Shiratsu, Teruhiko Nakagawa, Tomonori Sawada
- Ingénieurs du son : Tatsutoshi Narita, Naoyuki Machida
- Chef ingénieur du son : Fumitaka Shibata
- programmeur du son : Azm Miyazawa
- Voix des personnages : Shigeru Nakahara (Lundi), Ryūzaburō Ōtomo (l'Empereur)

## Réception

### Postérité
Le 14 juin 2012, IGN dresse un « top 10 » des jeux Saturn américains et positionne Panzer Dragoon II Zwei à la 5e place, derrière NiGHTS into Dreams….

## L'univers vidéoludique
Panzer Dragoon Zwei a connu un grand succès. Mais les producteurs de Sega n'ont pas attendu les résultats des ventes pour continuer la franchise, car le troisième volet de la saga, Panzer Dragoon Saga a été développé en même temps que Panzer Dragoon II Zwei, et est sorti 2 ans plus tard. Il aura bien fallu ces années pour que les équipes réussissent à créer ce jeu, bien plus fourni et scénarisé que les précédents (il tient sur 4 CD). Ce troisième jeu révolutionne la licence et n'est plus un jeu de tir, mais bien un jeu de rôle.

## Faits notables
- Il y a beaucoup de ressemblance entre les niveaux des 3 jeux. Par exemple, le 5e niveau du premier jeu, et le 3e niveau du deuxième, sont tous deux une forêt. Dans le troisième jeu, un niveau sera également une forêt. Le deuxième niveau du premier jeu (le désert) ressemble aussi beaucoup au désert qui sera exploré vers le début du 3e jeu. Mais même si ces niveaux se ressemblent, selon les cartes publiées dans les différents Guide Books officiels, les 3 jeux se sont déroulés dans des parties du continent différentes (en faisant exception du niveau Georgius de Panzer Dragoon Zwei, qui se retrouvera tel quel dans Panzer Dragoon Saga).
- Si le joueur a une sauvegarde de Panzer Dragoon Saga dans la mémoire interne de la Sega Saturn, la «Pandora Box» de Panzer Dragoon Zwei sera entièrement débloquée dès le début du jeu, sans même à avoir à le finir.